# جورج ليمان كيتريدغ
جورج ليمان كيتريدغ (بالإنجليزية: George Lyman Kittredge)‏ هو صحفي أمريكي، ولد في 28 فبراير 1860 في بوسطن في الولايات المتحدة، وتوفي في 23 يوليو 1941.

## وصلات خارجية
- جورج ليمان كيتريدغ على موقع الموسوعة البريطانية (الإنجليزية)